# Robert R. McCammon
Robert R. McCammon (Birmingham, 11 juli 1952) is een Amerikaanse schrijver van met name horror- en thrillerboeken. Hoewel hij zich na Gone South (1992) voornam te stoppen met het uitbrengen van boeken, publiceerde hij in 2002 toch weer een boek genaamd Speaks the Nightbird, het eerste deel in een reeks getiteld Matthew Corbett Series. McCammon heeft deze serie sindsdien voortgezet.

## Waardering
McCammon behaalde in 1974 een B.A. journalistiek aan de Universiteit van Alabama. Verschillende van zijn boeken werden genomineerd voor de Bram Stoker Award, een literatuurprijs die hij zelf mede in het leven riep. Voor Swan Song (1987), Mine (1990) en Boy's Life (1991) kreeg hij deze ook daadwerkelijk toegekend. Voor de laatstgenoemde titel won hij tevens een World Fantasy Award. Van zijn korte verhaal Nightcrawlers werd een aflevering gemaakt van The New Twilight Zone

Hoewel McCammon The Night Boat als derde boek uitbracht, schreef hij het in feite voor Bethany's Sin, dat daarvoor uitkwam. Van beide boeken verschijnen geen herdrukken, evenmin als van zijn debuut Baal (1978) en zijn vierde titel They Thirst (1981). Hij vindt niet dat deze het niveau hebben van zijn latere titels.
McCammon is getrouwd met Sally Sanders. Zij hebben een dochter, Skye.